# Maria Tereza Camargo Biderman
Maria Tereza Camargo Biderman  (Bananal, 1936 – 2008) foi uma lexicóloga e dicionarista brasileira.
Aos 8 anos saiu de Bananal para iniciar estudos em Juiz de Fora, num colégio interno de freiras alemãs. Nunca mais parou de estudar. Em meados dos anos 1960, numa excursão da seleçao de futebol brasileira pela Europa, atuou como tradutora de jogadores, dentre eles Pelé.
Era doutora e livre-docente pela Universidade de São Paulo, professora do programa de pós-graduação da Universidade Estadual Paulista Júlio de Mesquita Filho (Unesp), campus de Araraquara. 
Graduou-se em Letras Neolatinas pela Universidade de São Paulo (1957), fez doutorado em Filologia e Língua Portuguesa pela Universidade de São Paulo (1969) e livre-docência pela Universidade de São Paulo (1974). Realizou Pós-doutorado em várias universidades do exterior (Universidade de Stanford, Universidade de New York, Universidade de Birmingham, Universidade Oxford, Universidade de Nancy, Universidade de Pisa, Universidade de Lisboa, Universidade Pompeu Fabra).
Quando morreu, em maio de 2008, era titular da Universidade Estadual Paulista (UNESP). Foi nomeada Professora Emérita da UNESP num reconhecimento post mortem. Acumulou experiência na área de Linguística, com ênfase em Lexicologia, Lexicografia e Terminologia, atuando principalmente nos seguintes temas: Léxico, Lexicografia, Dicionários, e Lexicologia. Publicou muitos artigos e livros (quatro dicionários) e teve numerosas participações em congressos internacionais com apresentação de trabalhos científicos. Liderou cursos e projetos em parceria com inúmeros pesquisadores e universidades em diferentes países (EUA, Portugal, Espanha, França). Sua última experiência enquanto acadêmica foi dirigir o projeto Institutos do Milênio do CNPq: "Dicionário Histórico do Português do Brasil (séculos XVI, XVII e XVIII)"  que vem sendo produzido por uma grande equipe, agora coordenada pela professora Clotilde de Azevedo Murakawa da Universidade Estadual Paulista, campus de Araraquara, formada por universidades, doutores e alunos de pós-graduação. Maria Tereza Biderman dedicou sua vida a lecionar, pesquisar, escrever, e a cuidar da natureza. Faleceu em 29 de maio de 2008 em São Paulo. No volume IV do livro As Ciências do Léxico  há uma homenagem à professora Biderman.
Especialista em Lexicologia, Lexicografia e Terminologia, era autora do livro-referência Teoria Linguística: Teoria Lexical e Linguística Computacional, entre outros.

## Obras
Dicionários
- Dicionário Didático de Português. São Paulo, Ática, 1998.
- Dicionário de Termos Financeiros e Bancários [3] (colaboradora Eliane Simões Pereira) São Paulo: Disal, 2006.
- Dicionário do Estudante. São Paulo, Editora Globo, 2005 .
- Dicionário Ilustrado do Português. São Paulo, Ática, 2005.
- Meu Primeiro Livro de Palavras: um dicionário ilustrado do português de A a Z. São Paulo: Ática, 2005. (co-autora)
- Dicionário Didático de Português. São Paulo: Ática, 1998.
- Dicionário Contemporâneo de Português. Petrópolis: Vozes, 1992.

Outros
- Organizadora, com ELLIPSIS. Journal of the American Portugueses Studies Association. nº 3. Organizadora em parceria com Marta Almeida (Yale University). Lançado no Fourth International Congress na University of Maryland, October 14-16, 2004. 3. ed. Urbana, Illinois: American Portuguese Studies Association, 2004.
- Teoria Linguística. Teoria Lexical e Linguística Computacional. São Paulo: Martins Fontes, 2001. 261 p.
- Organizadora, com ALMEIDA, G. M. B. (Org.) . O estado da arte nas ciências do léxico: lexicologia, lexicografia e terminologia. São Paulo: EDUNESP, 1998.
- (Org.) Lexicografia e Lexicologia. São Paulo: EDUNESP, 1985.
- Teoria Linguística. Linguística quantitativa e computacional. Rio de Janeiro: Livros Técnicos e Científicos, 1978.
- Panorama da Sociolinguistica. Petrópolis: Vozes, 1973.

Capítulos de livros publicados
- Um dicionário para o português do Brasil. In: Seabra, M.C. (Org.). O Léxico em Estudo. Belo Horizonte: Faculdade de Letras da UFMG, 2006;
- Unidades complexas do léxico. In: Rio-Torto, G.; Figueiredo, O. M.; Silva, F. (Org.). Estudos em Homenagem ao Professor Doutor Mário Vilela. Porto, Portugal: Faculdade de Letras da Universidade do Porto, 2005, v. II;
- Análise de dois dicionários gerais do português: o Aurélio e o Houaiss. In: Isquerdo, A.N.; Krieger, M.G. (Org.) As Ciências do Léxico, Lexicologia, Lexicografia e Terminologia. Vol. II. Campo Grande: Universidade Federal do Mato Grosso do Sul, 2004;
- A formação e a consolidação da norma lexical e lexicográfica no Português do Brasil. In: Nunes, J.H. & Petter, M. (Org.) História do saber lexical e constituição de um léxico brasileiro. São Paulo: Humanitas/FFLCH & Pontes, 2002;
- A categoria do gênero. In: Pöll, B. & Rainer, F.(Org.). Vocabula et vocabularia. Frankfurt am Maim: Peter Lang GmbH, 2002;
- Vocabulaire spécialisé fondamental multilingue. In: Abreu, J.M. & Andrews, A.(Org.). Langues spécialisées et bésoins spécifiques: théorie et pratique. Evry: Institut National de Télécommunications, 2002;
- Conceito linguístico de palavra. In: Margarida Basílio. (Org.) Palavra. Rio de Janeiro: Grypho, 1999;
- Homonímia e Polissemia em Lexicografia. In: Demerval da Hora; Elizabeth Christiano. (Org.). Estudos Linguísticos: realidade brasileira. João Pessoa: Idéia, 1999;
- Os Dicionários na Contemporaneidade: Arquitetura, Métodos e Técnicas. In: Aparecida Negri Isquerdo; Ana Maria Pires Pinto de Oliveira. (Org.) As Ciências do Léxico: Lexicologia, Lexicografia e Terminologia. Campo Grande: Editora da Universidade Federal do Mato Grosso do Sul, 1998;
- A Estrutura Mental do Léxico. In: F. S. Borba. (Org.) Miscelânea Homenagem a I.S.Salum: Linguística e Filologia. São Paulo: TAQ/EDUSP, 1981;